# Tunnel van Chic-Chac
De tunnel van Chic-Chac is een dubbele spoortunnel in de stad Verviers. De tunnels hebben een lengte van 388 meter. De dubbelsporige spoorlijn 37 gaat door de zuidoostelijke tunnel. De noordwestelijke tunnel is niet meer in gebruik. Deze was voorzien voor de spoorlijn 37/3 die vanuit de richting Eupen naar het station Verviers-West liep.
Aan het zuidwestelijk tunnelportaal bevindt zich het station Verviers-Centraal, dat het oude station Verviers-West vervangt. Het stationsgebouw is boven op het tunnelportaal gebouwd.